# حزب العدالة (كوريا الجنوبية)
حزب العدالة (정의당) هو حزب سياسي تقدمي  في كوريا الجنوبية. تأسس في 21 أكتوبر 2012 انشق عن الحزب التقدمي الموحد.

## القيادة

### قادة حزب العدالة
1. روه هوو-تشان, جو جون-هو(كو-جو; 21 تشرين الأول / أكتوبر 2012 – 21 تموز / يوليو 2013)
2. شيون هو-سن (21 يوليو 2013 – 18 تموز / يوليو 2015)
3. سيم سانغ يونغ (18 يوليو 2015 – 22 تشرين الثاني / نوفمبر 2015)

### القادة في الجمعية الوطنية
1. كانغ دونغ وون (21 تشرين الأول / أكتوبر 2012 – 2 مايو 2013)
2. سيم سانغ يونغ (2 مايو 2013 – 9 يونيو 2015)
3. جونغ جين هوو (9 حزيران / يونيه 2015 – 3 مايو 2016)
4. روه هوو-تشان (3 مايو 2016 – الوقت الحاضر)

## نتائج الانتخابات

### الانتخابات الرئاسية
| 2017 | سيم سانغ يونغ | حزب العدالة |

## وصلات خارجية
- الموقع الرسمي